# Wilson Pass
Wilson Pass är ett bergspass i Antarktis. Det ligger i Västantarktis. Argentina, Chile och Storbritannien gör anspråk på området. Wilson Pass ligger 400 meter över havet.
Terrängen runt Wilson Pass är kuperad söderut, men norrut är den bergig. Terrängen runt Wilson Pass sluttar österut. Trakten är obefolkad. Det finns inga samhällen i närheten.